# Pretty Vacant
Pretty Vacant — третий сингл панк-рок-группы Sex Pistols, выпущенный 2 июля 1977 года. Песню можно назвать своего рода одой апатии; она была написана Sex Pistols под впечатлением «Blank Generation» Ричарда Хэлла, который позже обвинял их в плагиате. Рифф Глена Мэтлока был вдохновлён песней «S.O.S.» группы ABBA, которая была случайно услышана им по радио.
Заглавная строчка «pretty vacant» в песне поётся с сильным акцентом на последнем слоге, что заставляет его звучать как грубое ругательство «cunt». Несмотря на это, песня является единственной, с которой группа поучаствовала в телешоу Top of the Pops — там решили, что Джонни Роттен поёт с ирландским акцентом.
Би-сайдом сингла стала кавер-версия песни The Stooges «No Fun», длящаяся около 7 минут — длиннее, чем оригинальная версия.
В 1977 году журнал The New Musical Express выбрал песню синглом года. В марте 2005 года журнал Q поставил её на 26 место в списке 100 величайших гитарных треков.
«Pretty Vacant» звучит в мультипликационном фильме 1981 года Ральф Бакши American Pop; она была использована в качестве заглавной песни в недолго существовавшем скетч-шоу The Vacant Lot. Джоуи Рамон использовал рифф из песни в своей кавер-версии песни «What a Wonderful World». Южноамериканская поп-группа Shikisha выпустила кавер-версию «Pretty Vacant» в 1996 году. Также кавер-версии песни записали и исполняли на концертах Black Grape, Les Négresses Vertes и Lady Sovereign
Версия песни для игры Guitar Hero была выложена к скачиванию iTunes 16 октября 2007 года. В качестве трека из этой игры песня звучит в эпизоде «South Park» «Guitar Queer-o».